# Rádio 100
Rádio 100 é uma emissora de rádio brasileira sediada em Fortaleza, capital do estado do Ceará. Opera no dial FM, na frequência 100,9 MHz. A rádio é controlada através de sociedade entre os empresários Isaías Duarte, Carlinhos Aristides e Eberth Santos e sua programação está arrendada para a Igreja Pentecostal Deus É Amor, transmitindo a programação da Rádio Deus é Amor.
Fundada em 11 de novembro de 1985 por Uirandé Borges, Adriano Mota Augusto Borges e José Romildo Ribeiro, a emissora era chamada de Pajeú FM e contava com uma programação voltada para o público adulto de classe alta. No período em que investiu em programação popular, a emissora aparecia entre os maiores volumes de audiência em Fortaleza.

## História

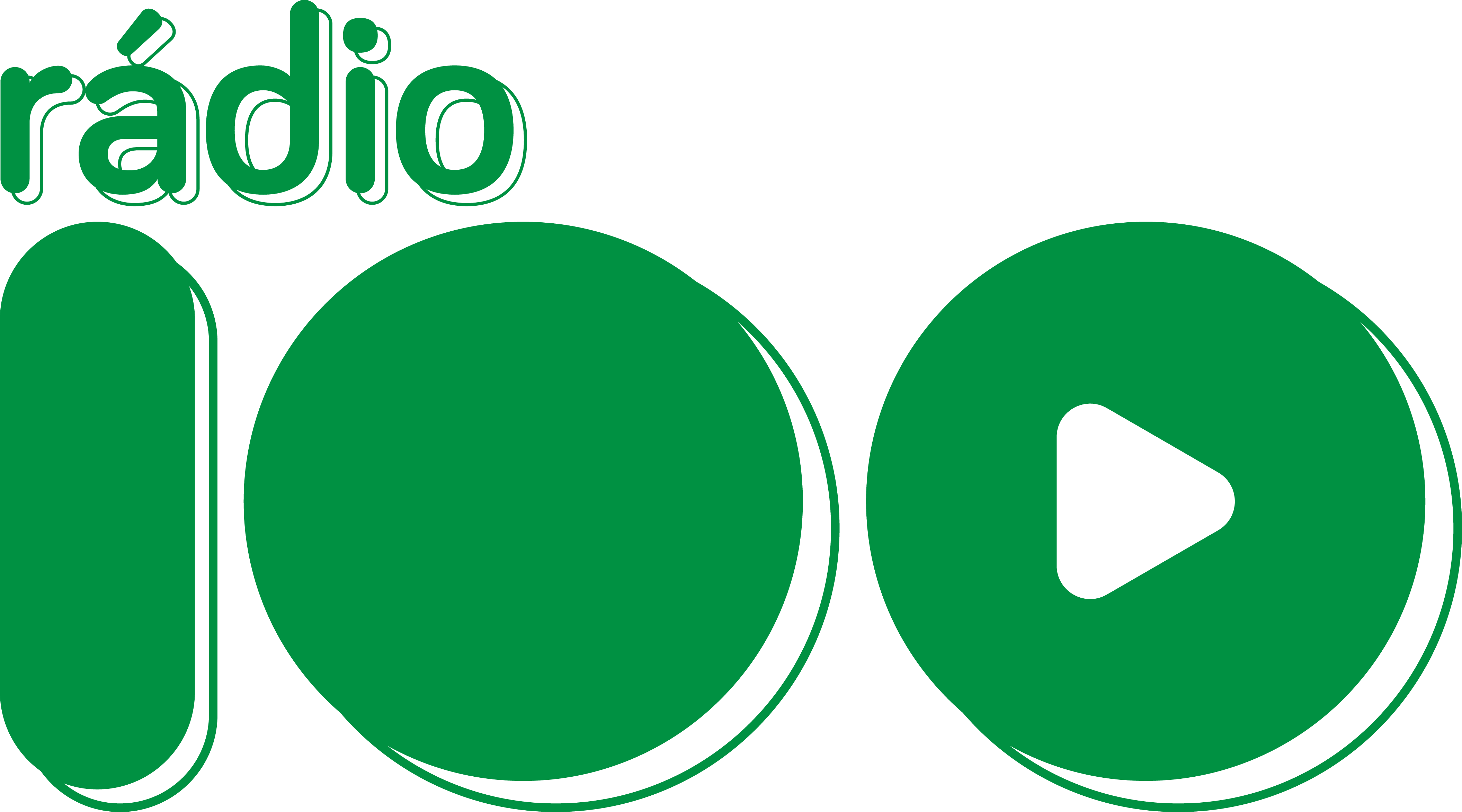
Logotipo utilizado entre 2018 e 2019

A frequência foi inaugurada como Pajeú FM em 11 de novembro de 1985, através da união do coronel Uirandé Augusto Borges com Adriano Mota Augusto Borges e José Romildo Ribeiro. Em seu primeiro ano no ar, a rádio investiu no estilo adulto-contemporâneo, voltado para as classes mais altas. Para este projeto, foi contratado o coordenador artístico Eduardo Valença, da Cidade FM. Um dos nomes de destaque desta fase foi a então radialista Maísa Vasconcelos.
Já em 1986, a rádio reformulou sua programação e passou a contar com uma mistura de programação jovem e popular, combinando estilos que estavam funcionando separadamente, respectivamente, na FM do Povo e Verdes Mares FM. Este modelo durou até 1992, quando a emissora foi renomeada para Rádio 100. Neste momento, a rádio investia nos estilos pop, rock e funk. Ao se consolidar entre as classes C e D, passou a investir no pagode e na música sertaneja.
Ainda na década de 1990, a rádio foi vendida ao empresário e político Zé Gerardo Arruda. Posteriormente, foi adquirida pelo radialista Franzé Loiola por R$ 800.000,00.  Em 2007, teve 50% de suas ações vendidas para a D&E Entretenimento, posteriormente teve a outra parte vendida para a A3 Entretenimento. A participação de pessoas ligadas à A3 Entretenimento foi investigada pela Polícia Federal na Operação For All, deflagrada em outubro de 2016. Isaias Duarte e Carlinhos Aristides foram investigados por sonegação fiscal.
Em 28 de fevereiro de 2019, a emissora dispensa seus locutores e cessa a veiculação de sua programação local. No final do mesmo dia, passa a retransmitir a programação da Rádio Deus é Amor, após arrendá-la para a Igreja Pentecostal Deus é Amor, marcando o retorno da emissora a capital cearense depois de dois anos de ausência após o fim da parceria com a Rádio Iracema.